# Abusus
L'abusus est l'un des attributs du droit de propriété, le droit de disposer de son bien, qu'il s'agisse de la disposition juridique de son bien par l'aliénation (vente ou don) ou matérielle par la destruction. L'abusus peut être détenu par le propriétaire, le possesseur, mais en aucun cas par l'usufruitier.
Il est un des démembrements du droit de propriété avec l’usus, le droit d'user d'une chose sans en percevoir les fruits (le droit d'habiter dans une maison dont on a l’usus) et le fructus, le droit d'en percevoir les fruits et revenus (le droit de louer et de percevoir les loyers d'une maison dont on a le fructus). Usus et fructus étant couramment réunis dans l'usufruit.
L'abusus est un droit réel en ce sens qu'il s'exerce sur une chose.

## Droit québécois
Bien que le mot abusus ne soit pas utilisé dans le Code civil du Québec, la jurisprudence et la doctrine considèrent qu'il est implicitement énoncé par l'utilisation des mots « de disposer librement et complètement d’un bien » à l'article 947 C.c.Q..

« 947. La propriété est le droit d’user, de jouir et de disposer librement et complètement d’un bien, sous réserve des limites et des conditions d’exercice fixées par la loi.
Elle est susceptible de modalités et de démembrements. »